# 张一
张一（1987年1月30日—），四川成都人，中国女子鐵人三項運動員。

## 生平
2008年，21岁的张一代表中国出戰北京舉行的奥林匹克运动会鐵人三項比賽。在率先进行的1.5公里游泳賽中，她的成績是19分58秒61，在56位选手中排第20位；可是在接續的40公里自行车比赛中，她只能造出1小时07秒10的成绩，排名滑落至第44位。在最后进行的10公里跑步，张一以40分21秒衝線，最后以總成績2小时08分37秒56，位列42位。賽後，中国队教练黄光泉表示张一发挥正常，名次亦符合赛前预测。
2012年，张一代表中国出戰英國倫敦舉行的奥林匹克运动会鐵人三項比賽。